# 궁수자리
궁수자리(라틴어: Sagittarius 사지타리우스[*])는 황도 12궁의 하나이며, 전갈자리의 동쪽, 염소자리의 서쪽에 있는 별자리이다. 흔히 활을 당기는 켄타우로스로 묘사된다. 동아시아의 별자리로는 두수(斗宿, 남두육성)와 기수(箕宿)에 해당된다. 우리 은하의 중심이 이 별자리 부근에 있다.

## 특징
별자리의 밝은 별들(ζ, τ, σ, φ, λ, μ)은 쉽게 알아볼 수 있는 뒤집어진 작은 국자 모양의 남두육성을 그리고 있다.
궁수자리 α(루크바트)는 알파성이지만, 4.1 등급으로 궁수자리의 가장 밝은 별이 아니다.

## 별과 천체
지구에서 볼 때에 은하수의 가장 짙은 곳이 궁수자리를 지나며, 이는 또한 우리 은하의 중심이 있는 곳이기도 하다. 결과적으로, 궁수자리는 많은 성단과 성운을 포함한다. 이 중 밝은 것으로 δ Sgr에서 서쪽 약 7.5° 떨어진 메시에 55번(M55)이 있다.

### 성운
- 궁수자리 λ(람다)성 부근에는 천체망원경으로 관측하면 아름답게 보이는 석호 성운(M8)이 있다.

- 오메가 성운(M17)은 백조 성운 또는 말굽 성운으로도 알려져 있으며, 방패자리와의 경계 부근에 있다.

- 삼렬 성운(Trifid Nebular; M20)은 매우 젊고 온도가 높은 별들을 포함하는 큰 성운이다. 석호성운, 삼렬성운, NGC 6559의 세 성운은 종종 궁수자리의 세쌍둥이(triplet)로 불린다.

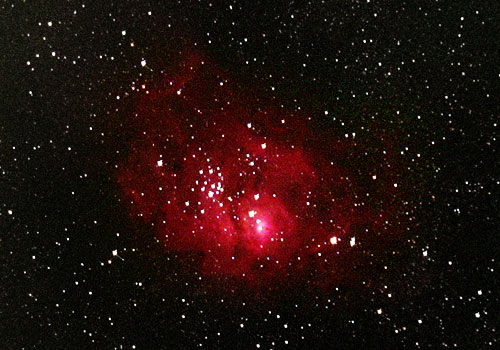
M8 석호 성운
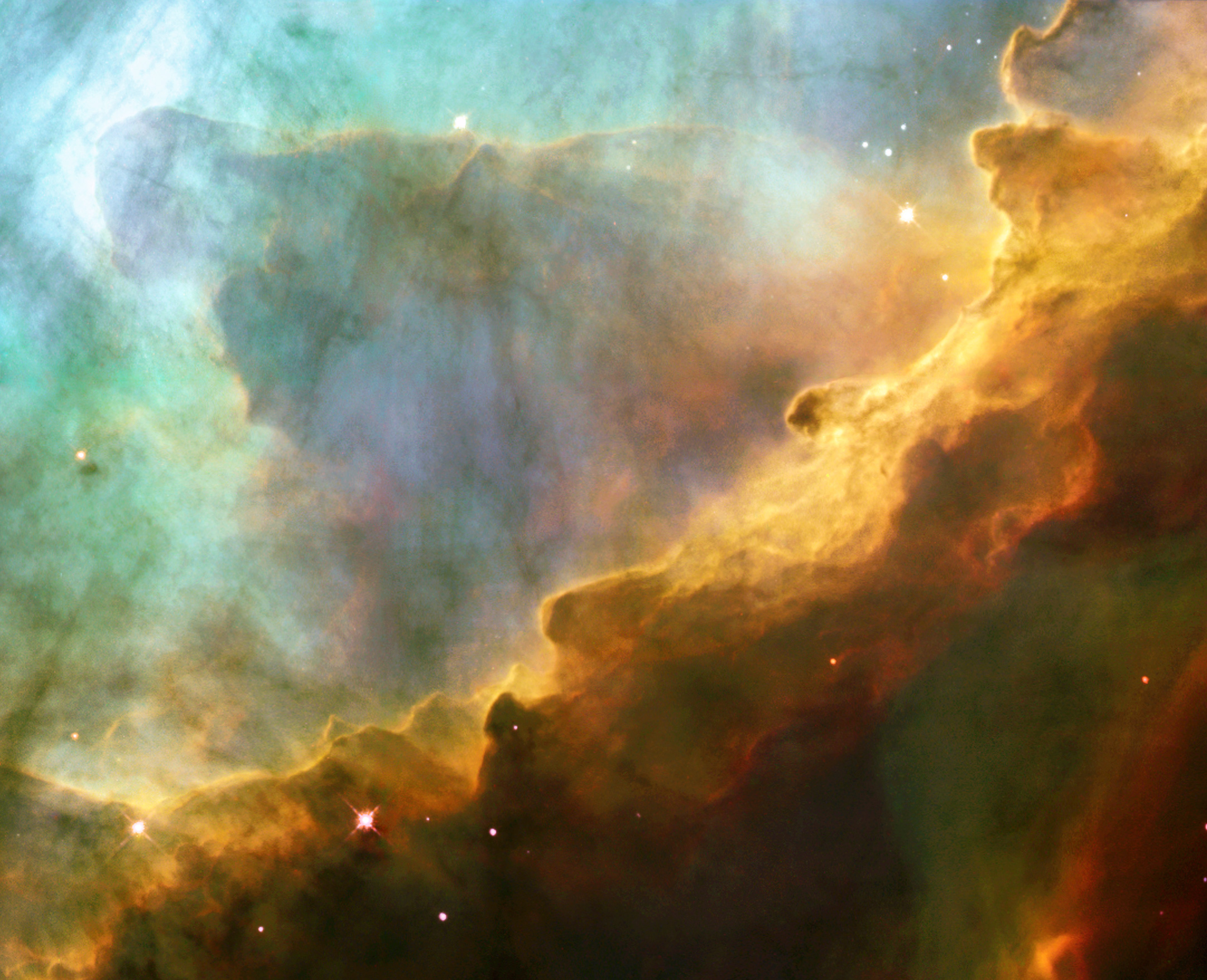
M17 오메가 성운
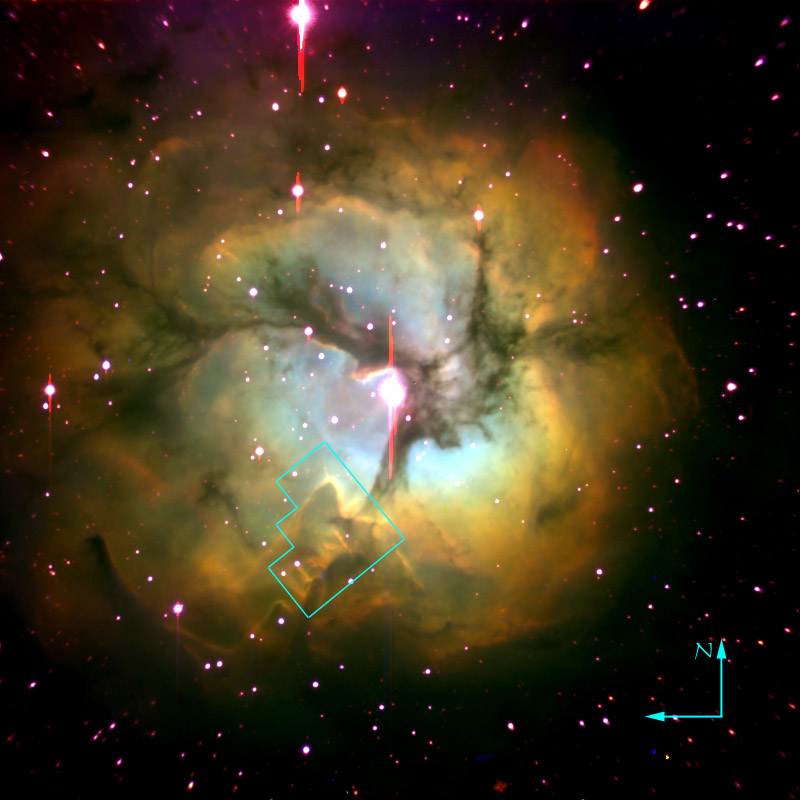
M20 삼렬 성운

### 성단

#### 산개성단
- M18(M18, NGC 6613): 6.9등급
- M21(M21, NGC 6531): 5,9등급
- M23(M23, NGC 6949): 5,5등급
- M25(M25, IC 4725): 4,6등급

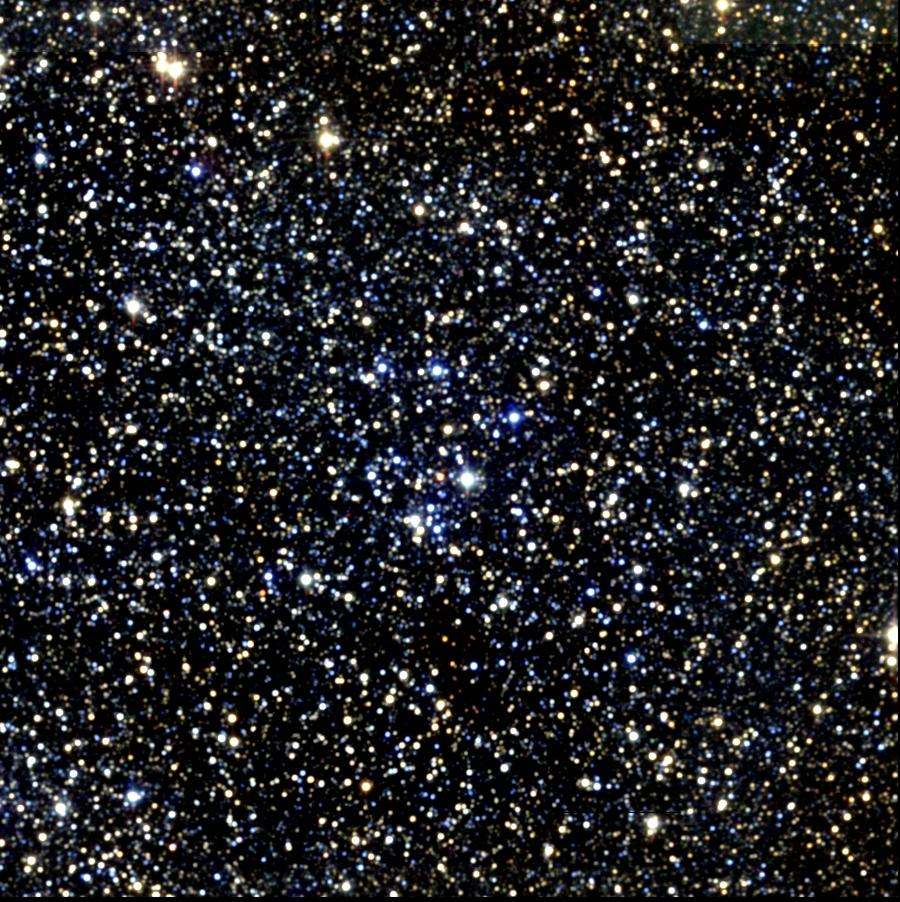
M18
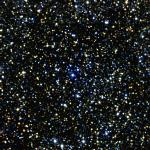
M21
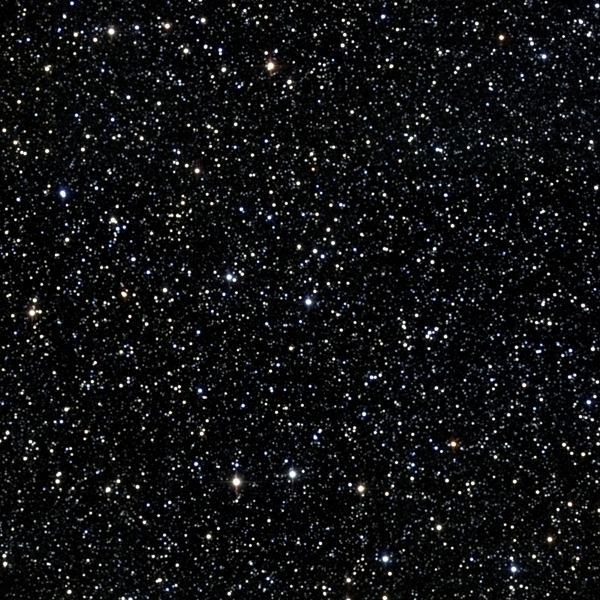
M23
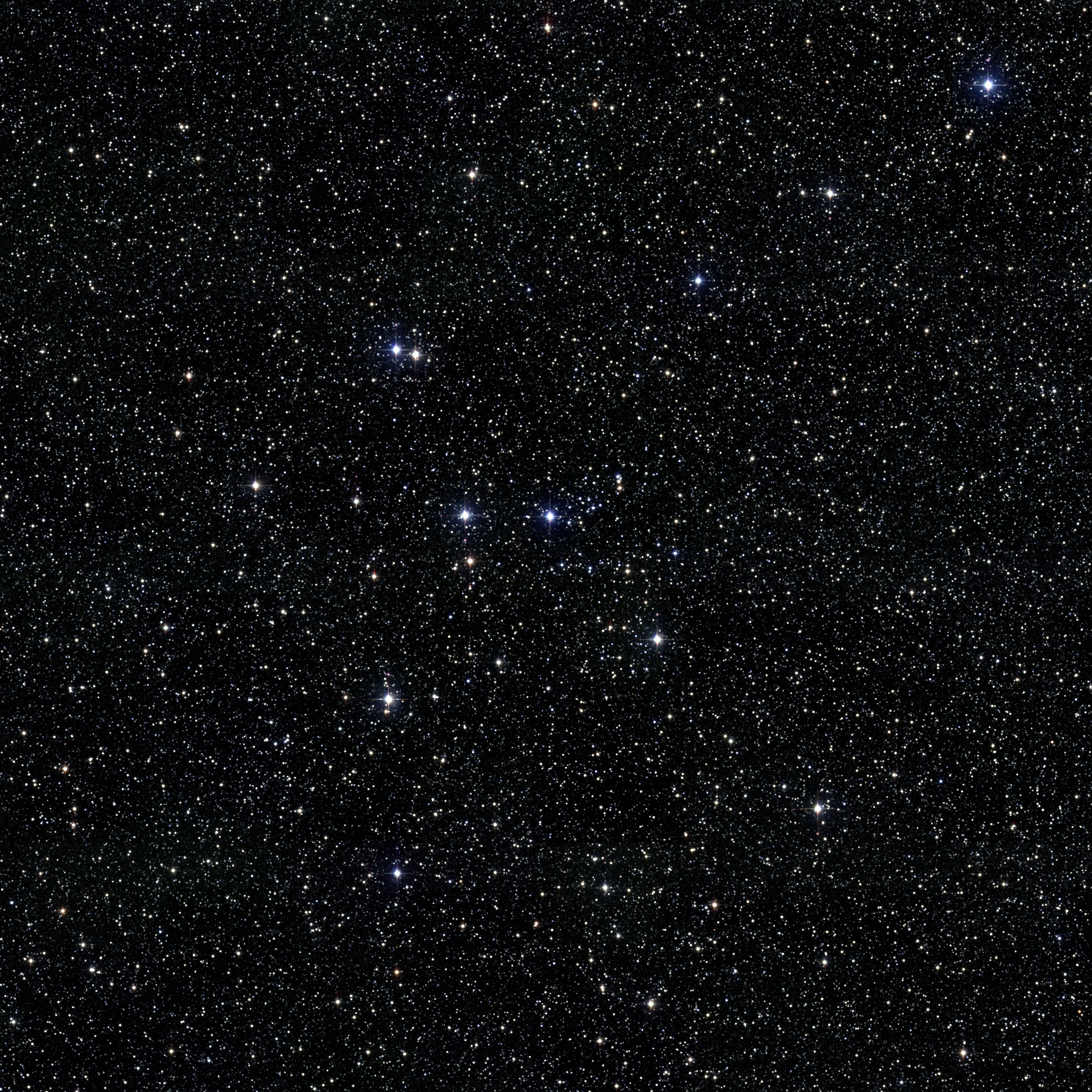
M25

#### 구상성단
- M22(M22, NGC 6656): 5,1등급
- M28(M28, NGC 6626): 5,1등급
- M54(M54, NGC 6715): 7,6등급
- M55(M55, NGC 6809): 6,4등급
- M69(M69, NGC 6637): 7,6등급
- M70(M70, NGC 6681): 8,0등급
- M75(M75, NGC 6864): 8,5등급

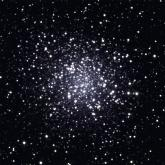
M22
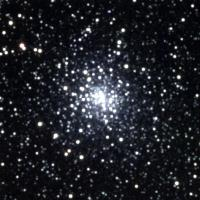
M28
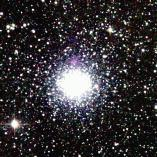
M54
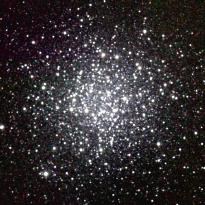
M55
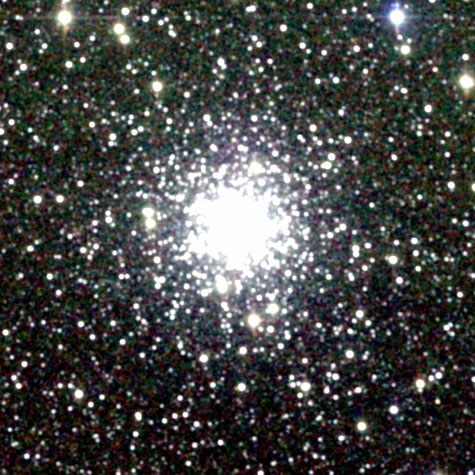
M69
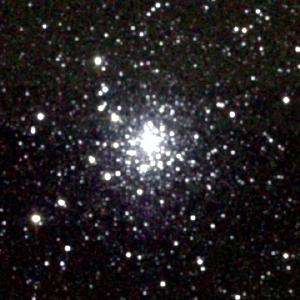
M70
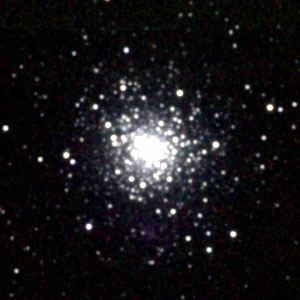
M75

### 기타 천체
- 1999년, 궁수자리 V4641에서 격렬한 폭발이 있어 알려진 것 중에서 지구에서 가장 가까운 블랙홀이 드러났다.[1]

- 복합 라디오 전파원인 궁수자리 A도 이 곳에 있다. 천문학자들은 궁수자리 A*로 알려진 이들 중 하나가 우리은하 중심의 초거대 블랙홀과 관련되어 있다고 추측하고 있다.

- 사수자리의 난쟁이 타원 은하(SagDEG)가 은하수 바로 바깥쪽에 있다.

## 신화와 역사

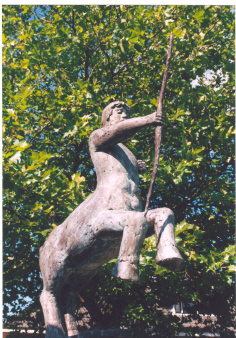

- 그리스 신화에서는, 궁수자리는 전갈자리에 활을 향하는 켄타우로스(라틴어로 켄타우루스), 특히 케이론으로서 묘사된다. 별자리가 된 전갈이 천상에서 소란을 일으켰을 때에 곧 쏘아죽일 수 있도록 궁수자리의 활이 항상 당겨져 있다는 속설이 있는데, 이에 대한 뚜렷한 근거는 없다.

### 별점
서양에서는 11월 23일부터 12월 24일 사이의 사람들에게 해당된다.

## 같이 보기
- 센타우루스자리
- 적색 정사각형 성운